# Ellsworth Faris
Ellsworth Faris, né le 30 septembre 1874 à Salem et mort le 19 décembre 1953, est un sociologue important de l'École de Chicago. 

## Biographie
Ellsworth Faris est né le 30 septembre 1874 à Salem dans le Tennessee, fils de George A. Faris et Sophie Yarborough. La famille Faris appartenait à une famille de l’ancien sudout ayant combattu aux côtés des Confédérés pendant la guerre civile. Sa famille s’installe au Texas et il entreprend ses études à l'université américaine, Texas Christian University où il obtient son diplôme en 1894.
Ellsworth Faris est notamment reconnu comme un des interactionnistes symboliques de l'École de Chicago. L'interactionnisme symbolique a été initié à Chicago entre 1930 et 1940 sous l’autorité des divers directeurs, entre autres, Ellsworth Faris, Everett Hughes et Herbert Blumer. Il a aussi contribué dans l'anthropologie culturelle et la sociologie américaine dans les années 1930.
Sous le mouvement protestant qui a vécu une renaissance religieuse vers la fin du XIXe siècle, Ellsworth Faris assiste, de façon passagère, aux réunions de renaissance afin de devenir un missionnaire. Le but principal du mouvement est de rassembler tous les chrétiens autour du message évangélique de La Bible.
Sa première mission est dans le Congo belge. À l'automne de 1896, Faris fut nommé pour diriger une mission dans le Haut Congo où il resta en poste jusqu'en 1904. Le séjour fut interrompu par un passage à l'université de Chicago où Faris étudia de 1901 à 1902, tombant sous le charme de John Dewey. En octobre 1901, Faris épousa Elizabeth Homan et revint au Congo avec son épouse. Le couple avait six enfants, dont un devenu sociologue, Robert E. Lee Faris (1907 - 1998; Ph.D. Chicago 1931), après avoir étudié avec son père et enseigné plus tard à l'université de Washington, à Seattle, où il présida le département pendant treize ans.
Ellsworth Faris est plus intéressé par en apprendre davantage sur la culture du peuple Congolais que de convertir les gens en Christianisme.
Après son retour aux États-Unis en 1904, il reprend des études à la TCU pour obtenir une maîtrise en 1906. Ellsworth enseigna à la TCU où il donna des cours de théologie, de philosophie et de psychologie de l’expérience religieuse entre 1906 et 1911.    